# Sulfur de zinc
Sulfur de zinc és un compost inorgànic amb la fórmula química ZnS. Aquesta és la principal forma de zinc que es troba a la natura, que principalment es presenta en el mineral anomenat esfalerita. El sulfur de zinc pur és blanc, però les impureses que sovint presenta el fan de color negre. S'utilitza sovint com a pigment. En la seva forma densa sintètica, el sulfur de zinc pot ser transparent, i es fa servir en les gammes d'òptica visible i infraroja.

## Estructura
El ZnS existeix en dues formes principals cristal·lines. En les dues formes la geometria de coordinació a Zn i S són tetrahèdriques. La forma cúbica més estable és la d'esfarelita. La forma hexagonal és coneguda en el mineral wurtzita, encara que també es pot produir sintèticament. També es coneix la forma tetragonal en el rar mineral anomenat polhemusita, amb la fórmula (Zn,Hg)S.

## Aplicacions
- Material luminescent amb addició de fòsfor activador en moltes aplicacions com en els raigs X o panells electroluminiscents.[2] També mostra fosforescència per tenir imureses.
- Material òptic. Es fa servir en material òptic infraroig.
- Pigment. Quan es combina amb sulfat de bari forma lithopone.[3]
- Propietats de semiconductor. Té les propietats d'altres semiconductors com l'arsenur de gal·li.

### Història
L'any 1866 el químic Théodore Sidot va informar que el sulfur de zinc presentava fosforescència. El ZnS va ser usat per Ernest Rutherford i altres en física nuclear com detector per escintil·lació. Es fa servir molt com material escintil·lador en detectors de la radiació ionitzant.

## Producció
Les fonts típiques de sulfur de zinc són la fosa include, les escòries i els licors adobats. També és un suproducte de la síntesi d'amoníac del metà en el gas natural:
ZnO + H₂S → ZnS + H₂O
En el laboratori es prepara fàcilment per ignició d'una mescla de zinc i sofre.
Zn2+ + S2− → ZnS
Aquesta reacció és la base de l'anàlisi gravimètrica pel zinc.